# Carlo Giovanni Battista di Dietrichstein
Carlo Giovanni Battista di Dietrichstein (Mikulov, 27 giugno 1728 – Vienna, 25 maggio 1808) è stato un nobile, alchimista e massone boemo.
Fu principe di Dietrichstein dal 1784 fino alla sua morte.

## Biografia
Carlo Giovanni Battista nacque a Mikulov nel 1728, figlio di Carlo Massimiliano di Dietrichstein, VI principe di Dietrichstein, e di sua moglie, la contessa Maria Anna Giuseppa di Khevenhüller-Aichelberg.
Col fratello minore Francesco di Paola studiò a Vienna dove si diplomò, spostandosi poi all'Università di Lipsia per studiare legge. Poco dopo, Carlo Giovanni Battista e suo fratello iniziarono un Grand Tour in Europa. I due si portarono nell'Hannover, nei Paesi Bassi, in Belgio ed in Italia, dove completarono il loro tour con una permanenza a Roma. Tornarono alla corte imperiale alla fine del 1752.
Il fratello ottenne il titolo di Kämmerer imperiale, ma Carlo Giovanni entrò invece nel novero dei Konferenzminister. Nel 1756 ottenne il ruolo di ambasciatore in Danimarca, ottenendo il compito di negoziare una tregua per combattere i prussiani. Durante questo viaggio diplomatico, si legò alla massoneria. Nel 1763 si portò da Copenaghen a Berlino, dove discusse con re Federico II dell'investitura dell'arciduca Giuseppe a imperatore del Sacro Romano Impero. Dopo essere tornato alla corte imperiale venne degnamente ricompensato.
Poco dopo il suo ritorno a Vienna si sposò. Secondo il diario personale di suo zio materno, il principe Giovanni Giuseppe di Khevenhüller-Metsch, il principe ereditario non era particolarmente incline al matrimonio, ed anzi si era detto persino pronto a rinunciare ai propri diritti in favore di suo fratello Francesco di Paola. Ad ogni modo, grazie all'intervento dell'amico Franz Moritz von Lacy, Carlo Giovanni Battista incontrò la contessa Maria Cristina di Thun-Hohenstein, di cui ben presto si innamorò. Il matrimonio ebbe luogo nel gennaio del 1764 a Vienna, alla presenza tra gli altri dell'imperatore Francesco I e dell'imperatrice Maria Teresa. Dopo il matrimonio la coppia visse alla corte imperiale di Vienna.
Carlo Giovanni Battista (assieme al conte e poi principe Franz Xaver Wolfgang von Orsini-Rosenberg ed a Franz Moritz von Lacy) fu tra i principali confidenti del futuro imperatore Giuseppe II. Spesso lo accompagnavano nei suoi viaggi, come quello ad esempio compiuto in Italia nel 1769. Nel 1767, come ricompensa per i suoi servigi, Carlo Giovanni Battista venne nominato cavaliere dell'Ordine del Toson d'oro.
Nel 1769, Carlo Giovanni Battista ricevette da suo padre la reggenza dei possedimenti della casata in Boemia, che comprendevano anche la contea di Proskau in Slesia. Malgrado queste nuove responsabilità, Carlo Giovanni Battista continuò a trascorrere gran parte del suo tempo alla corte di Vienna dedicandosi allo studio dell'esoterismo; dell'amministrazione delle sue proprietà si occupò la moglie Maria Cristina. Sul finire del 1781 ricevette da suo padre la gestione di Nikolsburg e, un anno dopo, Carlo Giovanni vendette le sue proprietà in Slesia, dopo la perdita dell'area nelle mani della Prussia a scapito dell'Impero.
Dopo che un rovinoso incendio distrusse gran parte di Nikolsburg il 14 settembre 1784, Carlo Giovanni (che erediterà il titolo di principe un mese dopo con la morte di suo padre), decise di spostarsi in maniera permanente alla corte imperiale di Vienna, mentre sua moglie rimase al castello di Židlochovice, dove morirà nel 1788.
Nel 1777 Carlo Giovanni Battista venne nominato Gran Maestro della Loggia Massonica di Germania. ed apertamente iniziò a mostrare il proprio interesse per l'esoterismo: dal 1780 fu un attivo rappresentante del rosacrocianesimo e talvolta negli scritti viene indicato anche come il rappresentante del movimento nei territori della monarchia asburgica.
In Moravia, fondò e diresse l'Ordine di Diana Cacciatrice, un'onorificenza che concesse ai suoi amici coi quali sovente svolgeva delle cacce, ponendovi la sede nella sua tenuta di caccia di Kupařovice.
Carlo Giovanni fu anche un alchimista, con una biblioteca personale piena di libri di alchimia ed esoteriso. La sede di questi suoi esperimenti era probabilmente il castello di Nikolsburg dove lo storico Antonín Luboš menziona la presenza di un laboratorio alchemico. Parte della sua biblioteca era posta a Lipník nad Bečvou dopo che fu ereditata dalla sua pronipote Gabriella di Dietrichstein, per matrimonio contessa e principessa di Hatzfeld-Wildenburg.
La fine del regno di Carlo Giovanni venne adombrata dalla sua malattia mentale. L'Europa, coinvolta nelle Guerre napoleoniche, che coinvolsero anche Nikolsburg. Nel 1798 le truppe russe guidate dal generale Aleksandr Suvorov oltrepassarono Nikolsburg nel corso del suo viaggio verso l'Italia per combattere contro i francesi. I negoziati per ottenere dai russi un passaggio senza danni alla città venne condotto dal principe ereditario Francesco Giuseppe.
Nel 1801, il Trattato di Lunéville costrinse Carlo Giovanni a rinunciare alla contea imperiale di Tarasp, che divenne parte della Svizzera. In cambio, ricevette il distretto slesiano di Neu-Ravensburg.
Dopo la morte senza eredi di un suo lontano cugino Anton Joseph Leslie, conte Leslie di Balquhaine (22 febbraio 1802), Carlo Giovanni Battista ereditò i suoi titoli e le sue terre. La famiglia si rinominò in Dietrichstein-Proskau-Leslie.
Malgrado i molti eventi storici che ebbero luogo nella sua epoca, Carlo Giovanni non ne rimase coinvolto particolarmente, disinteressandosi anche quasi all'amministrazione delle sue terre che vennero gestite da sua moglie.  Ad ogni modo, nel 1802, dopo la morte della prima moglie, decise inaspettatamente di risposarsi con Maria Anna von Baldtauff, di 29 anni più giovane di lui.
Carlo Giovanni Battista morì a Vienna all'età di 79 anni. Il suo corpo venne sepolto nella cripta di famiglia a Nikolsburg.

## Matrimonio e figli
A Vienna il 30 gennaio 1764 Carlo Giovanni Battista sposò in prime nozze Maria Cristina di Thun-Hohenstein (25 aprile 1738 – 4 marzo 1788), figlia di Jan Josef František Antonín, conte di Thun-Hohenstein, e della sua prima moglie Maria Cristina di Hohenzollern-Hechingen. La coppia ebbe otto figli, di cui cinque raggiunsero la maggiore età:
- Giuseppe Giovanni (18 ottobre 1764 – 1765).
- Maria Giuseppa (7 febbraio 1766 – 2 luglio 1766).
- Francesco Serafino Giuseppe Carlo Giovanni Nepomuceno Quirino (28 aprile 1767 – 10 luglio 1854), VIII principe di Dietrichstein.
- Maria Teresa Giovanna Nepomucena Giuseppa Giuliana (11 agosto 1768 – 16 settembre 1822), sposò in prime nozze il 10 novembre 1787 il conte Philipp Joseph Kinsky von Wchinitz und Tettau (separati nel 1788) e in seconde nozze si sposò il 16 febbraio 1807 con il conte Maximilian von Merveldt.
- Ludovica Giuseppa (6 dicembre 1769 – 2 giugno 1771).
- Giovanni Battista Carlo (31 marzo 1772 – 10 marzo 1852).
- Maurizio Giuseppe Giovanni (19 febbraio 1775 – 29 agosto 1864), X principe di Dietrichstein.
- Giuseppe Francesco Giovanni (28 febbraio 1780 – 7 gennaio 1801).

Sposò in seconde nozze nella chiesa di San Michele a Vienna il 23 luglio 1802 la nobile Maria Anna von Baldtauff (6 febbraio 1757 – 25 febbraio 1815). La coppia non ebbe figli.

## Albero genealogico
|                                                                           |                                |                                                   | Genitori                                        |  |  | Nonni |  |  | Bisnonni                                                            |  |  | Trisnonni                                                   |  |
|                                                                           |                                |                                                   |                                                 |  |  |       |  |  | Ferdinando Giuseppe di Dietrichstein, III principe di Dietrichstein |  |  | Massimiliano di Dietrichstein, II principe di Dietrichstein |  |
|                                                                           |                                |                                                   |                                                 |  |  |       |  |  | Ferdinando Giuseppe di Dietrichstein, III principe di Dietrichstein |  |  | Massimiliano di Dietrichstein, II principe di Dietrichstein |  |
|                                                                           |                                | Anna Maria del Liechtenstein                      |                                                 |  |  |       |  |  | Ferdinando Giuseppe di Dietrichstein, III principe di Dietrichstein |  |  |                                                             |  |
| Gualtiero Francesco Saverio di Dietrichstein, V principe di Dietrichstein |                                |                                                   |                                                 |  |  |       |  |  | Ferdinando Giuseppe di Dietrichstein, III principe di Dietrichstein |  |  |                                                             |  |
|                                                                           |                                | Maria Elisabetta di Eggenberg                     | Giovanni Antonio I di Eggenberg                 |  |  |       |  |  |                                                                     |  |  |                                                             |  |
|                                                                           |                                | Maria Elisabetta di Eggenberg                     | Giovanni Antonio I di Eggenberg                 |  |  |       |  |  |                                                                     |  |  |                                                             |  |
|                                                                           |                                | Maria Elisabetta di Eggenberg                     | Anna Maria di Brandeburgo-Bayreuth              |  |  |       |  |  |                                                                     |  |  |                                                             |  |
| Carlo Massimiliano di Dietrichstein, VI principe di Dietrichstein         |                                | Maria Elisabetta di Eggenberg                     |                                                 |  |  |       |  |  |                                                                     |  |  |                                                             |  |
|                                                                           |                                | Georg Christoph von Proskau                       | Georg Christoph Pruskovsky von Proskau          |  |  |       |  |  |                                                                     |  |  |                                                             |  |
|                                                                           |                                | Georg Christoph von Proskau                       | Georg Christoph Pruskovsky von Proskau          |  |  |       |  |  |                                                                     |  |  |                                                             |  |
|                                                                           |                                | Georg Christoph von Proskau                       | Anna Maria Juliana Kochticky von Kochtitz       |  |  |       |  |  |                                                                     |  |  |                                                             |  |
| Karolina Maximiliana von Proskau                                          |                                | Georg Christoph von Proskau                       |                                                 |  |  |       |  |  |                                                                     |  |  |                                                             |  |
|                                                                           |                                | Marie Rosalie von Thurn-Valsassina                | Johann Ambros von Thurn-Valsassina              |  |  |       |  |  |                                                                     |  |  |                                                             |  |
|                                                                           |                                | Marie Rosalie von Thurn-Valsassina                | Johann Ambros von Thurn-Valsassina              |  |  |       |  |  |                                                                     |  |  |                                                             |  |
|                                                                           |                                | Marie Rosalie von Thurn-Valsassina                | Beatrix Regina von Thurn-Hofer                  |  |  |       |  |  |                                                                     |  |  |                                                             |  |
| Carlo Giovanni Battista di Dietrichstein, VII principe di Dietrichstein   |                                | Marie Rosalie von Thurn-Valsassina                |                                                 |  |  |       |  |  |                                                                     |  |  |                                                             |  |
|                                                                           | Johann Ehrenreich Khevenhüller | Siegmund Khevenhüller                             |                                                 |  |  |       |  |  |                                                                     |  |  |                                                             |  |
|                                                                           | Johann Ehrenreich Khevenhüller | Siegmund Khevenhüller                             |                                                 |  |  |       |  |  |                                                                     |  |  |                                                             |  |
|                                                                           | Johann Ehrenreich Khevenhüller | Siguna Elisabeth zu Stubenberg                    |                                                 |  |  |       |  |  |                                                                     |  |  |                                                             |  |
| Sigismund Frederick Khevenhüller-Aichelberg                               | Johann Ehrenreich Khevenhüller |                                                   |                                                 |  |  |       |  |  |                                                                     |  |  |                                                             |  |
|                                                                           |                                | Benigna Rosina zu Herberstein                     | Ernst Friedrich von Herberstein                 |  |  |       |  |  |                                                                     |  |  |                                                             |  |
|                                                                           |                                | Benigna Rosina zu Herberstein                     | Ernst Friedrich von Herberstein                 |  |  |       |  |  |                                                                     |  |  |                                                             |  |
|                                                                           |                                | Benigna Rosina zu Herberstein                     | Anna Regina von Falbenhaupt                     |  |  |       |  |  |                                                                     |  |  |                                                             |  |
| Maria Anna Josepha Khevenhüller-Aichelberg                                |                                | Benigna Rosina zu Herberstein                     |                                                 |  |  |       |  |  |                                                                     |  |  |                                                             |  |
|                                                                           |                                | Franz Andrä Orsini-Rosenberg                      | Wolfgang Andreas Orsini-Rosenberg               |  |  |       |  |  |                                                                     |  |  |                                                             |  |
|                                                                           |                                | Franz Andrä Orsini-Rosenberg                      | Wolfgang Andreas Orsini-Rosenberg               |  |  |       |  |  |                                                                     |  |  |                                                             |  |
|                                                                           |                                | Franz Andrä Orsini-Rosenberg                      | Eva Regina von Welz                             |  |  |       |  |  |                                                                     |  |  |                                                             |  |
| Ernestine von Orsini-Rosenberg                                            |                                | Franz Andrä Orsini-Rosenberg                      |                                                 |  |  |       |  |  |                                                                     |  |  |                                                             |  |
|                                                                           |                                | Amalie Theodora von Löwenstein-Wertheim-Rochefort | Ferdinand Karl zu Löwenstein-Wertheim-Rochefort |  |  |       |  |  |                                                                     |  |  |                                                             |  |
|                                                                           |                                | Amalie Theodora von Löwenstein-Wertheim-Rochefort | Ferdinand Karl zu Löwenstein-Wertheim-Rochefort |  |  |       |  |  |                                                                     |  |  |                                                             |  |
|                                                                           |                                | Amalie Theodora von Löwenstein-Wertheim-Rochefort | Anna Maria von Fürstenberg                      |  |  |       |  |  |                                                                     |  |  |                                                             |  |
|                                                                           |                                | Amalie Theodora von Löwenstein-Wertheim-Rochefort |                                                 |  |  |       |  |  |                                                                     |  |  |                                                             |  |